# オフリドのフェオフィラクト
オフリドのフェオフィラクト（ロシア語: Феофилакт Охридский、1050年代 - 1107年頃）は、正教会において尊重されている、全新約聖書の注解を著した正教会の神学者。正教会で聖人。
現代ギリシア語（ギリシア語: Θεοφύλακτος¨Ηφαιστος）からはセオフィラクトス・イフェストス、ブルガリア語（ブルガリア語: Теофилакт Български）からはブルガリアのテオフィラクトとも表記・転写し得る。
ハルキスに生まれ、コンスタンティノープルで教育を受け、アギア・ソフィア大聖堂で輔祭として奉職。1090年頃にオフリドの大主教に着座。以後約25年に亘りオフリドの大主教として教区を牧会した。フェオフィラクトの背景には当時のコンスタンティノープルの高度な文化と宗教的文明がある。
永眠年は不明であり、1126年頃と推定されることもあるが、概ね1107年頃であろうと考えられている。